# Das Wirtshaus im Spessart (film 1923)
Das Wirtshaus im Spessart è un film muto del 1923 diretto da Adolf Wenter che si basa su un romanzo di Wilhelm Hauff. Nel 1958, la Bavaria Film ne produsse il remake - sempre con il titolo Das Wirtshaus im Spessart - che aveva come protagonista Liselotte Pulver.

## Produzione
Il film fu prodotto dalla Orbis-Film AG (München).

## Distribuzione
In Germania, il film fu presentato in prima a Berlino il 25 maggio 1923.